# Partido Republicano Paulista
Partido Republicano Paulista (PRP) foi um partido político brasileiro fundado em 18 de abril de 1873, durante a Convenção de Itu, que foi o primeiro movimento republicano moderno no Brasil, e extinto em 2 de dezembro de 1937 no Estado Novo.
Seus adeptos eram chamados de perrepistas. Posicionado na ala de centro à direita do espectro político, foi o partido político predominante no estado de São Paulo durante toda a República Velha. Em nível federal, aliou-se, geralmente, ao Partido Republicano Mineiro (PRM) nas eleições e na alternância no poder, por meio da política do café com leite.
Durante seu período em atividade, o partido elegeu quatro presidentes da república: Campos Salles (1898), Rodrigues Alves (1902 e 1918), Washington Luís (1926) e Júlio Prestes (1930).

## Origem
O PRP foi um partido republicano com existência legal, mesmo na fase do Império do Brasil, fundado durante a convenção de Itu, em 18 de abril de 1873. Foi o resultado da fusão política produzida entre fazendeiros do Clube Republicano ou Radical entre os quais se destacavam Américo Brasiliense, Luís Gama, Américo de Campos e Bernardino de Campos, Prudente de Morais, Campos Sales, Francisco Glicério, Júlio de Mesquita e Jorge Tibiriçá Piratininga, seu primeiro presidente. Nesta primeira convenção partidária, compareceram 124 delegados de diversas cidades da província paulista.
O PRP, no período imperial, chegou a eleger deputados para a Assembleia Geral do Império (a atual Câmara dos Deputados), Campos Sales e Prudente de Morais, na legislatura 1885-1888. Em 1887, Bernardino de Campos colocou a agremiação em linha definitivamente abolicionista, salvando-a da crise em que caíra pela propensão escravocrata dos proprietários de terras.
Seu órgão oficial era o jornal "Correio Paulistano", o qual, no segundo reinado, pertenceu ao Partido Conservador, e foi empastelado (destruído), em 1930, quando da vitória da Revolução de 1930, porém voltou a circular, e, finalmente encerrou suas atividades na década de 1960. Outros jornais, apoiadores do PRP, também foram empastelados em 1930, entre eles: "A Plateia", "A Gazeta" e a "Folha da Manhã", a atual Folha de S.Paulo.
Seus quadros compunham-se de profissionais liberais (advogados, médicos, engenheiros, etc.), as chamadas classes liberais, e, sobretudo, por importantes proprietários rurais paulistas, cafeicultores, as chamadas classes conservadoras, partidárias da imigração de mão de obra europeia para as lavouras de café e, também, partidários da abolição dos escravos.
Quase toda a cúpula do PRP, na época se dizia "próceres", eram membros da maçonaria. Eram tradicionais os encontros dos próceres do PRP na redação do Correio Paulistano.
Seu primeiro jornal foi o "A Província de S. Paulo", hoje O Estado de S. Paulo, fundado, em 1875, pelos republicanos históricos, entre eles, Campos Sales.
O objetivo primordial do PRP era implantar no Brasil uma federação republicana, com um alto grau de descentralização administrativa, o que inexistia durante o período imperial (1822-1889).
Outra importante reivindicação dos republicanos era o retorno dos impostos arrecadados pela união à província (depois estados) de origem.
O PRP viveu, na oposição, de sua fundação, em 1873, até a Proclamação da República. Voltou, após a Revolução de 1930, a ser um partido de oposição. Permanecendo, o PRP, na oposição, de 1930, até sua extinção, com o advento do Estado Novo, em 1937. Ou seja, ele começou em 1873 (18 de abril) e terminou em 1937 (2 de dezembro).

## República Velha

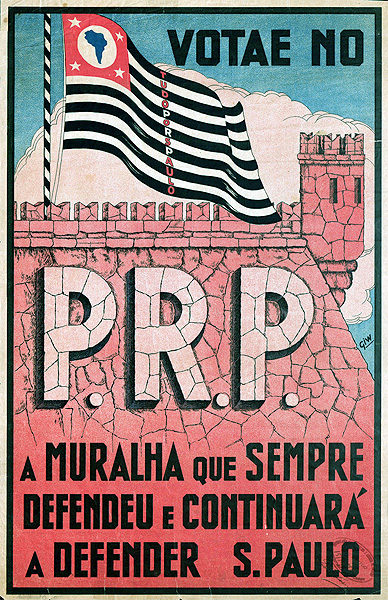
Cartaz do partido convocando votos. "A muralha que sempre defendeu e continuará a defender São Paulo."

Com a Proclamação da República em 15 de novembro de 1889, iniciou-se um novo ciclo de poder político no Brasil, chamado de República Velha.
A República Velha dividiu-se em dois períodos. Inicialmente instalou-se a denominada República da Espada, com os governos militares de marechal Deodoro da Fonseca e o marechal Floriano Peixoto consolidando o regime republicano no Brasil.
Após a saída dos militares do poder federal teve origem a República do café com leite ou República Oligárquica, quando o país foi governado por presidentes civis fortemente influenciados pelo setor agrário da economia.
O PRP, através de seu principal líder e ideólogo Campos Sales com a sua "Política dos Estados", que era mais conhecida como Política dos Governadores, foi o partido político que teve importância decisiva no afastamento dos militares da política no início da República.
E assim, Campos Sales se manifestou a respeito:
| “ | Outros deram à minha política a denominação de "Política dos Governadores". Teriam acertado se dissessem "Política dos Estados". Esta denominação exprimiria melhor o meu pensamento! | ” |

E assim definiu a política do café com leite e a política dos estados:
| “ | Se nos achássemos em condições normais de vida política, com partidos políticos bem assinalados entre si, obedecendo cada um à autoridade de seus chefes legítimos…conservar-me-ia em posição neutra para oferecer aos contendores todas as garantias eleitorais, mas bem diversa é a situação da república… e é preciso evitar, com decidido empenho, as agitações sem base no interesse nacional que não serviriam senão para levar à arena política as ambições perturbadoras que tem sido e serão sempre os eternos embaraços a proficuidade da ação administrativa....(e explica a necessidade de um vice-presidente mineiro para Rodrigues Alves)..Tenho motivos para acreditar que Minas só aceitará a combinação que também entrar um mineiro e para evitar embaraços julgo conveniente indicar Silviano Brandão para vice presidente! | ” |

| “ | Neste regime, disse eu na minha última mensagem, a verdadeira força política, que no apertado unitarismo do Império residia no poder central, deslocou-se para os Estados. A Política dos Estados, isto é, a política que fortifica os vínculos de harmonia entre os Estados e a União é, pois, na sua essência, a política nacional. É lá, na soma destas unidades autônomas, que se encontra a verdadeira soberania da opinião. O que pensam os Estados pensa a União! | ” |

O poder político federal, na República do Café com Leite, tinha sua governabilidade garantida pela Política dos Estados. Os deputados e senadores federais não atrapalhavam a política do presidente, o qual não interferia nos governos estaduais. Era garantido, aos estados, ampla autonomia administrativa em seus negócios próprios. O poder federal não interferia na política interna dos estados e os governos estaduais não interferiam na política dos municípios, garantindo-se-lhes a autonomia política e a tranquilidade nacional.
O Presidente da República apoiava os atos dos presidentes estaduais como a escolha dos sucessores desses presidentes de estados, e, em troca, os governadores davam apoio e suporte político ao governo federal, colaborando com a eleição de candidatos, para o Senado Federal e para a Câmara dos Deputados, que dessem total apoio ao Presidente da República. Assim as bancadas dos estados no Senado Federal e na Câmara dos Deputados não ofereciam obstáculos ao presidente da república, o qual conduzia livremente seu governo.
Cada estado da federação brasileira tinha o seu Partido Republicano, mas não tinham ligação entre si e eram autônomos.
Revezavam-se no poder federal, representantes do Partido Republicano Paulista e do Partido Republicano Mineiro (PRM), que controlavam as eleições e gozavam do apoio da elite agrária, na época chamadas de classes conservadoras, de outros estados do Brasil.
Com o novo regime republicano, PRP deixa de ser um partido de classe social e de oposição, como era durante o segundo reinado, quando, de fato, era um veículo das exigências políticas dos grandes cafeicultores abolicionistas utilizadores da mão de obra assalariada européia.
Com a República, o partido torna-se também uma instituição dedicada à burocracia estatal, com a necessidade de que as esferas de governo estadual e municipal obedecessem às determinações da cúpula dirigente do PRP.
O PRP, então, ascendendo ao poder com a república, coloca em prática seu programa político de descentralização administrativa, criação de escolas, defesa do café e modernização do estado e da economia e separação da Igreja Católica do estado brasileiro.
O PRP só tinha existência legal dentro do território paulista e com a extinção dos Partidos Conservador e Partido Liberal após a proclamação da república, passou a ser, praticamente, o único partido político existente no estado de São Paulo. Alguns partidos políticos tiveram existência efêmera no estado de São Paulo no início da República.
O PRP elegia todos os presidentes de São Paulo e todos os senadores e deputados estaduais. O PRP enfrentou uma frágil concorrência do Partido Republicano Federal (PRF) de Francisco Glicério de ideologia municipalista e do Partido Republicano Conservador (PRC).
Coube a Campos Sales, quando presidente do Estado de São Paulo, em 1897 e 1898, enfraquecer o PRF e o municipalismo, pressionando os coronéis do interior do estado a aderirem ao PRP. Em troca do apoio ao PRP e ao presidente do estado, os coronéis teriam seu poder local garantido e respeitado.
Esta atitude de Campos Sales no governo de São Paulo, foi como um embrião do que, depois, ele faria em nível nacional: a Política dos Estados ou Política dos governadores. Um dos líderes do interior de São Paulo que aderiram ao PRP, devido à política de Campos Sales, e que depois se tornou um importante líder (prócer) do PRP, foi o Dr. Washington Luís.
O PRP foi influenciado muito pelos ideais da maçonaria e pelo positivismo, tendo tido, o PRP, verdadeira obsessão pela imigração européia.
Em nível municipal havia disputas políticas, quando mais de um coronel disputava o poder local. Nestes casos, políticos da capital então se dividiam, apoiando um ou outro coronel para os cargos municipais.
Nas pequenas cidades do interior de São Paulo, o líder local do PRP era o tipo do Coronel, em geral, o líder da Loja Maçônica local. Às vezes, dois ou mais coronéis disputavam o controle de PRP local. Os grupos políticos locais recebiam apelidos como os Araras contra os Pica-Paus. Mas sempre havia candidato único à presidência do estado. Os coronéis apoiavam a política dos presidentes dos estados em troca destes respeitarem o poder local do coronel.
Houve pelo menos 4 dissidências dentro do PRP, comandadas por políticos descontentes com a cúpula do PRP que foram preteridos na escolha dos candidatos do PRP à presidência do Estado ou outros cargos importantes.

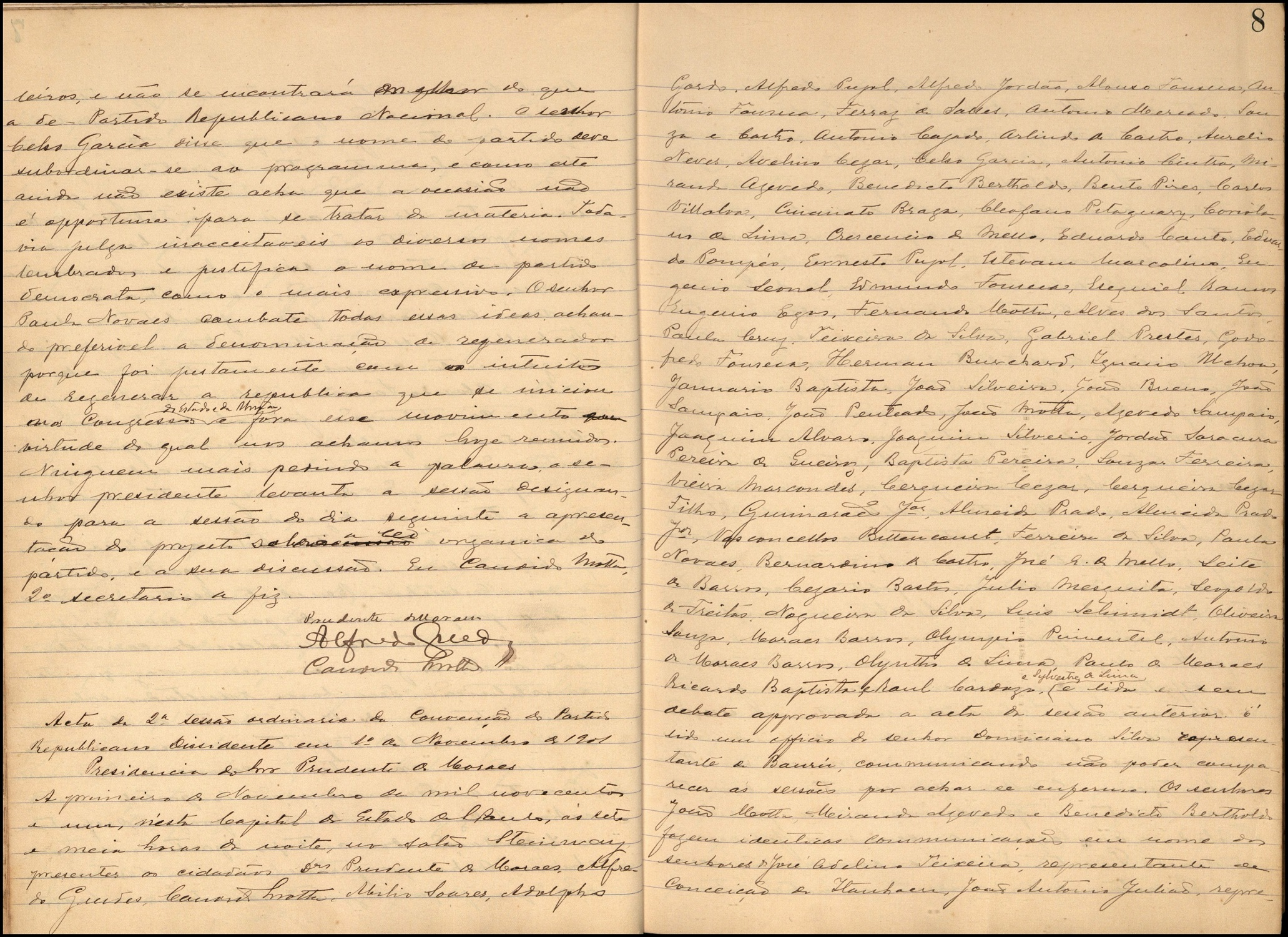
Folha do Livro de Ata, manuscrita, da convenção do Partido Republicano Dissidente de São Paulo, produzido em 1901(?), e assinada por Prudente de Moraes, Alfredo Queiroz(?)

Em 1901, Prudente de Moraes e outros deputados fundaram o Partido Republicano Dissidente de São Paulo (PRDSP). A última dissidência resultou na criação do Partido Democrático em fevereiro de 1926, partido este que apoiou a Revolução de 1930. Essa última dissidência do PRP originou-se em crise ocorrida na maçonaria paulista, tendo o grão-mestre do Grande Oriente de São Paulo, doutor José Adriano Marrey Júnior, fundado o Partido Democrático.
A primeira grande disputa eleitoral entre estes PRP e Partido Democrático se deu, em 1928, pela prefeitura da cidade de São Paulo através do voto direto, quando o PRP saiu largamente vitorioso, reelegendo o prefeito Dr. José Pires do Rio.
O ataque mais sério ao poder de PRP foi a Revolta Paulista de 1924, que fez que o presidente Carlos de Campos se retirasse para o interior do estado, e organizasse batalhões em defesa da legalidade, conseguindo retomar o poder. Muitos membros importantes do PRP vestiram fardas da Força Pública de São Paulo, atual Polícia Militar do Estado de São Paulo, organizaram e comandaram a resistência contra os revoltosos.
O PRP elegeu todos os presidentes do Estado de São Paulo na República Velha e elegeu 6 presidentes da República, embora dois deles não tomaram posse: Rodrigues Alves quando reeleito em 1918 não chegou a tomar posse por falecer e Júlio Prestes devido à Revolução de 1930. O Dr. Washington Luís foi deposto em 1930.
Washington Luís foi um modernizador do PRP, instalando uma administração técnica, tanto na Secretaria de Justiça e Segurança Pública, (na chamada Polícia sem política), quanto na Prefeitura de São Paulo e no governo do estado.
O PRP foi derrotado nas eleições presidenciais de 1910 quando o presidente de São Paulo Albuquerque Lins foi candidato a vice-presidente na chapa de Rui Barbosa na chamada Campanha Civilista.
Os próceres políticos do PRP adquiram fama de bons administradores e homens probos, sendo que vários foram considerados estadistas.
Em geral, o PRP, na República Velha, era comandado pelo presidente do estado do momento. Os líderes que mais por tempo tiveram força na diretoria executiva do PRP foram o presidente Jorge Tibiriçá Piratininga, falecido em 1928, o Coronel Fernando Prestes de Albuquerque e o Dr. Altino Arantes Marques, ambos falecidos após o término da República Velha.

## Revolução de 1930

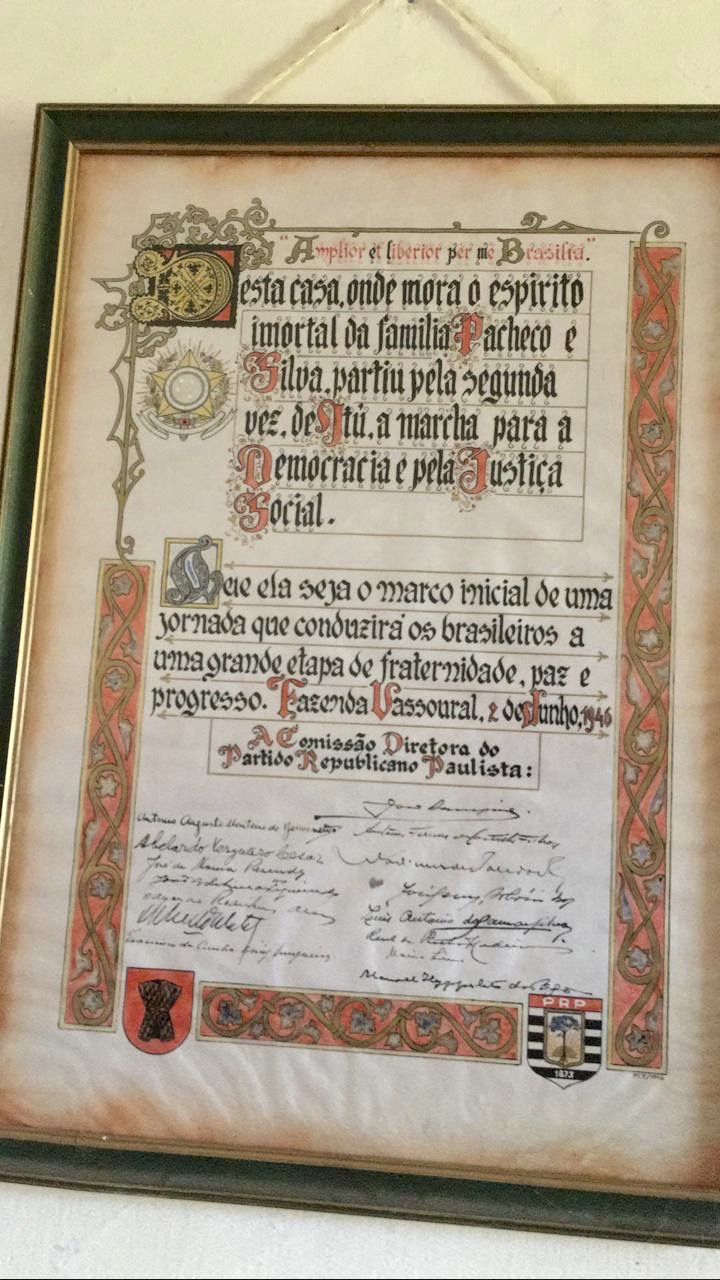
Documento da Reunião da Comissão Diretora do Partido Republicano Paulista na Fazenda Vassoural em Itu - São Paulo, 2 de junho, 1946

Em 1 de março de 1930, o candidato a presidente da República Júlio Prestes do PRP teve 90% dos votos válidos no Estado de São Paulo. Foi outra grande vitória que o PRP obteve contra o Partido Democrático que apoiara o candidato de oposição Getúlio Vargas. Júlio Prestes, porém, não tomou posse, atropelado que foi, pela Revolução de 1930.
Com a revolução de 1930, vários próceres políticos do PRP, inclusive o presidente eleito Júlio Prestes, que se licenciara do governo de São Paulo e o presidente da república Washington Luís foram exilados. O vice-presidente de São Paulo, em exercício do cargo de presidente do estado, Doutor Heitor Penteado, foi deposto em 24 de outubro de 1930, preso e exilado. O PRP não mais voltaria a governar São Paulo.
Com a Revolução de 1930 e a ascensão de Getúlio Vargas ao poder romperam com este ciclo, todos os partidos foram extintos, só voltando a existir nas eleições de 1933. Também foi extinto o domínio da política do café-com-leite (representada pelo PRP e pelo PRM).
A partir de 1930, salvo poucas exceções, gaúchos e mineiros se revezariam na presidência da república, até a década de 1980. Nos 50 anos seguintes a 1930, gaúchos e mineiros estariam no poder federal por 41 anos. Júlio Prestes foi o último paulista eleito presidente da república até a eleição de Jair Bolsonaro em 2018.
Na versão dos revolucionários de 1930, o Brasil exigia modernidade, por meio de manifestações políticas e culturais, com prenúncios do que aconteceria, em 1930, dados pela Semana de Arte Moderna de 1922, (a qual, porém, foi apoiada pelo presidente de São Paulo na época, Washington Luís, e pelo Correio Paulistano e da qual participaram dois membros do PRP: Plínio Salgado e Menotti Del Picchia), e pelo Movimento tenentista de 1922 e pela Revolta Paulista de 1924 que visou a deposição do governo perrepista de Carlos de Campos.
A Revolução de 1930, com todas as suas dificuldades, içou, no ponto de vista dos revolucionários, na visão dos revolucionários de 1930, o país ao mundo contemporâneo.
Entretanto, no ponto de vista do líder perrepista, Júlio Prestes, eleito presidente em 1930, a ditadura implantada em 1930, desonrava o Brasil:
| “ | O que não se compreende é que uma nação, como o Brasil, após mais de um século de vida constitucional e liberalismo, retrogradasse para uma ditadura sem freios e sem limites como essa que nos degrada e enxovalha perante o mundo civilizado! | ” |

Na Revolução Constitucionalista de 1932, o PRP e o Partido Democrático se uniram no combate à ditadura do "Governo Provisório", e, em 1933, o PRP participou das eleições para a Assembleia Nacional Constituinte através da "Frente Única por São Paulo Unido", que foi a última vez, na história de São Paulo, que as forças políticas paulistas marcharam unidas.
Nos seus derradeiros anos de vida, o PRP lançou na política, como deputado estadual constituinte, sua última estrela: Adhemar Pereira de Barros. Nessa época, o PRP fez oposição ao governador Armando de Sales Oliveira, não aceitando apoiá-lo quando se lançou candidato a presidente da república nas eleições marcadas para janeiro de 1938.
O PRP foi definitivamente extinto, logo após a instalação do Estado Novo, pelo decreto-lei nº 37, de 2 de dezembro de 1937. Adhemar de Barros e Fernando Costa, perrepistas históricos, foram interventores de São Paulo durante a ditadura.
Com a volta dos partidos políticos em 1945, os remanescentes do velho PRP constituíram a seção paulista do Partido Social Democrático, exceto Júlio Prestes e elementos ligados a Washington Luís, que participaram da fundação da União Democrática Nacional, e Adhemar de Barros e seus seguidores, que criaram o Partido Republicano Progressista e logo em seguida o Partido Social Progressista.

## Principais representantes
- Antônio da Silva Prado - prefeito de São Paulo (1899-1910)
- Prudente de Morais - membro do partido de 1873 a 1893 e presidente da República (1894-1898)
- Campos Sales - presidente da República (1898-1902).
- Rodrigues Alves - presidente da República (1902-1906) e reeleito de 1918, não tomando posse.
- Washington Luís - presidente da República (1926-1930)
- Júlio Prestes - presidente da República (mandato 1930-1934; não tomou posse), presidente de São Paulo (1927-1930)
- Francisco Rangel Pestana
- José Alves de Cerqueira César
- Bernardino de Campos - presidente de São Paulo (1892-1896)
- Jorge Tibiriçá - presidente de São Paulo (1904-1908)
- Albuquerque Lins - presidente de São Paulo (1908-1912)
- Altino Arantes - presidente de São Paulo (1916-1920)
- Carlos de Campos - presidente de São Paulo (1924-1927)
- Fernando Prestes de Albuquerque - presidente de São Paulo (1898-1900)
- Mário Tavares - senador estadual paulista
- José de Freitas Valle - senador estadual paulista
- Augusto César de Miranda Azevedo - médico, presidente da Câmara do Congresso Legislativo do Estado de São Paulo de 1891 a 1892 e deputado estadual por três legislaturas (1891 a 1892, 1895 a 1897 e 1898 a 1900)
- Antônio de Lacerda Franco - senador estadual e senador da República
- Paulino Carlos de Arruda Botelho
- José Ignácio de Camargo Penteado -
- Marcolino Lopes Barretto -
- Rodolfo Fernandes Gastão de Sá - médico de São Carlos-SP
- José Augusto de Oliveira Salles -
- Raphael Augusto de Souza Campos - prefeito, vereador de Tietê-SP e deputado estadual
- Elias Augusto de Camargo Salles - fazendeiro e prefeito de São Carlos-SP, por duas vezes
- José Franco de Camargo - fazendeiro de café em São Carlos-SP
- Paulino Botelho de Abreu Sampaio - fazendeiro e prefeitos de São Carlos-SP, por duas vezes
- Antônio Militão de Lima - fazendeiro e prefeito de São Carlos-SP
- José Fonseca Teixeira de Barros - fazendeiro e prefeito de São Carlos-SP
- Joaquim Evangelista de Toledo - prefeito de São Carlos-SP
- Dona Sinhára Toledo - esposa viúva de Joaquim Evangelista de Toledo
- Roberto Simonsen
- Adhemar Pereira de Barros
- Fernando Costa
- César Vergueiro
- Cirilo Júnior
- Martinho Prado Júnior
- Cândido Nogueira da Mota
- Cincinato Braga
- Heitor Penteado
- Jorge Americano
- Elói Chaves
- Plínio Salgado
- Cândido Rodrigues
- Francisco Glicério
- Manuel Pedro Vilaboim
- José Alvares de Rubião Júnior
- Adolfo Antônio da Silva Gordo
- Américo Brasiliense
- Ataliba Leonel
- Alfredo Ellis Júnior
- Álvaro Augusto da Costa Carvalho
- Olavo Egídio de Sousa Aranha
- Cesário Bastos
- Carlos José Botelho
- Oscar Rodrigues Alves
- Virgílio Rodrigues Alves
- Antônio Cândido Rodrigues
- Antônio Dino da Costa Bueno
- Carlos José de Arruda Botelho
- Américo de Campos
- José Adriano Marrey Júnior
- Alfredo Ellis
- Menotti del Picchia
- Deodato Wertheimer
- José Pires de Andrade